# Montagnaea
Montagnaea là một chi thực vật có hoa trong họ Cúc (Asteraceae).

## Loài
Chi Montagnaea gồm các loài: